# Taylor Forbes
Taylor Forbes es un deportista canadiense que compite en triatlón. Ganó una medalla de plata en el Campeonato Panamericano de Triatlón de 2017.

## Palmarés internacional
| Campeonato Panamericano | Campeonato Panamericano | Campeonato Panamericano | Campeonato Panamericano |
| Año                     | Lugar                   | Medalla                 | Prueba                  |
| ----------------------- | ----------------------- | ----------------------- | ----------------------- |
| 2017                    | Puerto López (Ecuador)  | Medalla de plata        | Individual              |